# 美國歷史 (1776–1789)
1776年至1789年的美国历史（英語：history of the United States from 1776 to 1789），见证了美国从美国独立战争向一套全新宪政秩序的过渡。
经过美国革命，原十三殖民地从1776年至1789年间逐步脱离大不列颠统治，成为一个新兴的独立国家——美利坚合众国。早在1775年，殖民地民兵与英国军队的战斗便已开始。第二届大陆会议于1776年7月4日发表了《美国独立宣言》。1781年，《邦联条例》获得批准，成立了邦联会议。在乔治·华盛顿将军的领导下，大陆军与大陆海军击败了英军，确保了十三州的独立。
邦联时期一直持续至1789年，当时各州用《美国宪法》取代了《邦联条例》，这部宪法至今仍是美国的根本法律。
1780年代，美国经历了战后经济衰退，原因包括独立战争时期累积的债务、邦联会议无法征税，以及大陆币的严重通货膨胀。像《常识》与《联邦党人文集》这样的政治文献对美国文化和舆论产生了深远影响。1787年，美国设立了第一个联邦领地——西北领地，该地区的边界争端引发了一系列袭击，最终升级为西北印第安战争。
革命与邦联时期常被置于美国启蒙时代的背景之下，那是一个启蒙运动思想盛行、科学发展加速的历史阶段。